# Drouattert
Der Ruisseau de Drouattert ist ein knapp zweieinhalb Kilometer langer Bach in der  wallonischen Provinz Luxemburg. Er ist ein linker und nordöstlicher Zufluss der Attert.

## Geographie

### Verlauf
Der Ruisseau de Drouattert  entspringt auf einer Höhe von etwa 397 m O.P. im Waldgebiet Bambësch östlich von Habay-Habay-la-Neuve. Er fließt zunächst etwa sechzig Meter in Richtung Süden, wechselt dann nach Osten und unterquert danach die Rue de Hachy. Etwas später verlässt er den Wald und läuft nun begleitet von einem Saum aus Büschen und Bäumen nordostwärts durch eine Wiesenlandschaft. Beim Waldgebiet Kaaschebësch wird er auf seiner linken Seite von zwei Waldbächen gespeist. Der Ruisseau de Drouattert dreht nun nach Osten und bewegt sich am Südrand eines kleinen Wäldchens durch eine Feuchtwiese. Er entfernt sich von dem Wäldchen und läuft gesäumt von Büschen und Bäumen durch Grünland, kreuzt die Rue de l'Eglise und wird kurz danach auf seiner rechten Seite vom aus dem Südosten kommenden Kundelbaach verstärkt. Etwas bachabwärts mündet er schließlich bei Weidemesband  in einem Feuchtgebiet auf einer Höhe von etwa 327 m O.P. von links in  die Attert.

### Zuflüsse
- Kundelbaach (rechts), 1,1 km